# Sans domicile fixe en France
Pour l'Insee, les personnes sans domicile fixe en France peuvent être des sans-abri, mais également des résidents en habitations de fortune, en hébergements collectifs, en hôtel, en Centre d'accueil de demandeurs d'asile en France (CADA) ou hébergés dans un logement associatif à titre temporaire. Plus de 2 000 sans-abri décèdent chaque année en France, en moyenne à l'âge de 49 ans.
Près de 300 000 personnes étaient sans domicile fixe en France en 2020 (et non sans-abri, selon une erreur courante). C'est 2 fois plus qu'en 2012 et 1,5 fois plus qu'en 2018. Mais du fait même de la nature du problème, et de la difficulté à détecter les personnes dans cette situation, il est difficile de ne pas en sous-évaluer le nombre réel,.

## Histoire

### Sur le plan juridique
La question des sans-abri est intégrée dans le premier programme de « lutte contre la pauvreté et la précarité » mis en place par l’État français en octobre 1984. Les plans suivant réservent une place de plus en plus grande à la réponse à apporter aux sans-abri en institutionnalisant des "plans hiver",, et impulsé tous les ans.
En France, depuis 1998, les sans-domicile-fixe (SDF) bénéficient de tous les droits civiques, et la domiciliation virtuelle auprès d’un organisme d’accueil permet l’inscription sur les listes électorales,.

## Recensement

### Difficultés
Si les enquêtes nationales logement de l'INSEE menées depuis 1955 donnent une indication du mal-logement et des personnes hébergées, les sans-abri échappaient aux recensements faits uniquement à partir du domicile. En 2001, l'INSEE fit une première enquête dans les divers lieux d'hébergement et en compilant des données extérieures telles que celles du Samu social.
Le nombre de sans domicile en France est difficile à évaluer, en partie en raison de l'absence d'outils statistiques appropriés, par la mobilité de cette population et par le fait qu'elle est par nature difficilement détectable. La crise du logement est l'une des causes principales expliquant l'absence d'accès à un toit.

### Statistiques

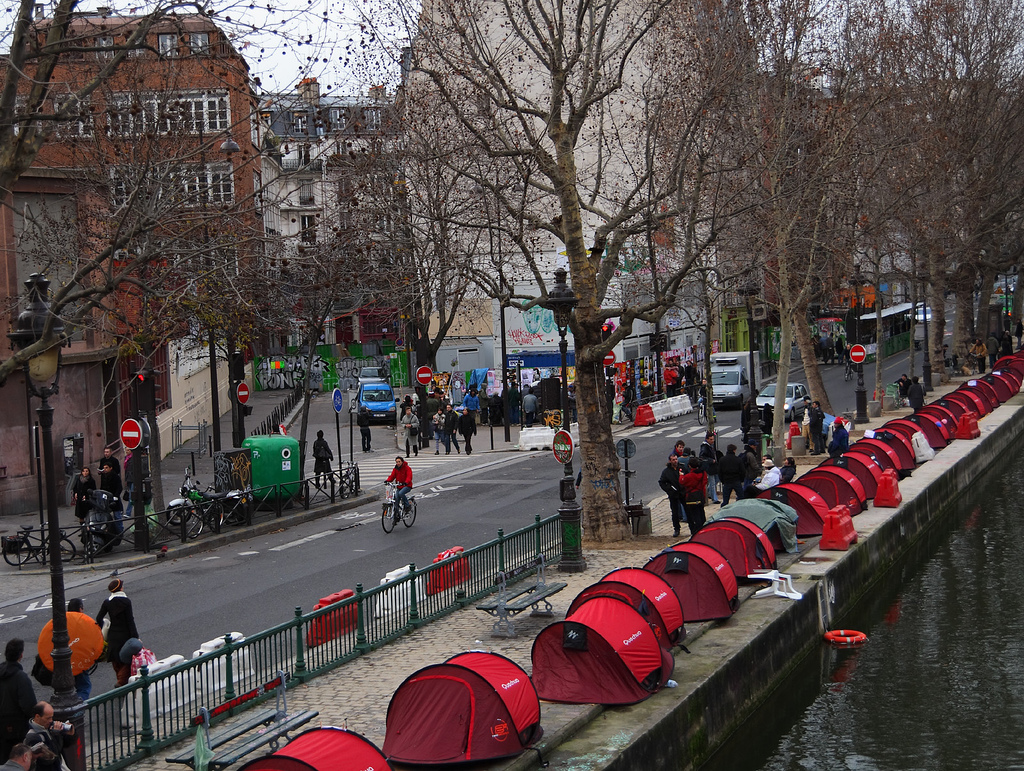
Tentes des Enfants de Don Quichotte au bord du canal Saint-Martin, Paris

L'enquête 2001 de l'INSEE dénombrait 86 000 sans-domicile en France. L’enquête l'Insee de 2012 comptabilisait 133 000 sans-domicile, dont 10 % de sans-abri, en France.
Selon un rapport de la Cour des comptes, il y aurait environ 150 000 personnes sans domicile à la fin des années 2000, nombre repris par l'Assemblée nationale dans son rapport de janvier 2012 sur l'évaluation de la politique de l'hébergement d'urgence, mais la Fédération nationale des associations d'accueil et de réinsertion sociale (FNARS) évalue ce nombre entre 150 000 à 240 000 personnes.
Selon le rapport sur le mal-logement édité par la Fondation Abbé-Pierre pour le logement des défavorisés (FAP), le nombre de sans domicile a augmenté de 50 % de 2011 à 2014 pour atteindre le chiffre de 141 500 personnes, dont 30 000 enfants début 2012. En outre, 25 000 personnes résidaient en chambres d'hôtels et 85 000 dans des habitations de fortune selon le recensement de la population de 2006.[réf. nécessaire]
En 2020, la Fondation Abbé-Pierre estime le nombre de sans domicile fixe à près de 300 000, soit deux fois plus qu'en 2012 et trois fois plus qu'en 2001.

#### Personnes privées de logement

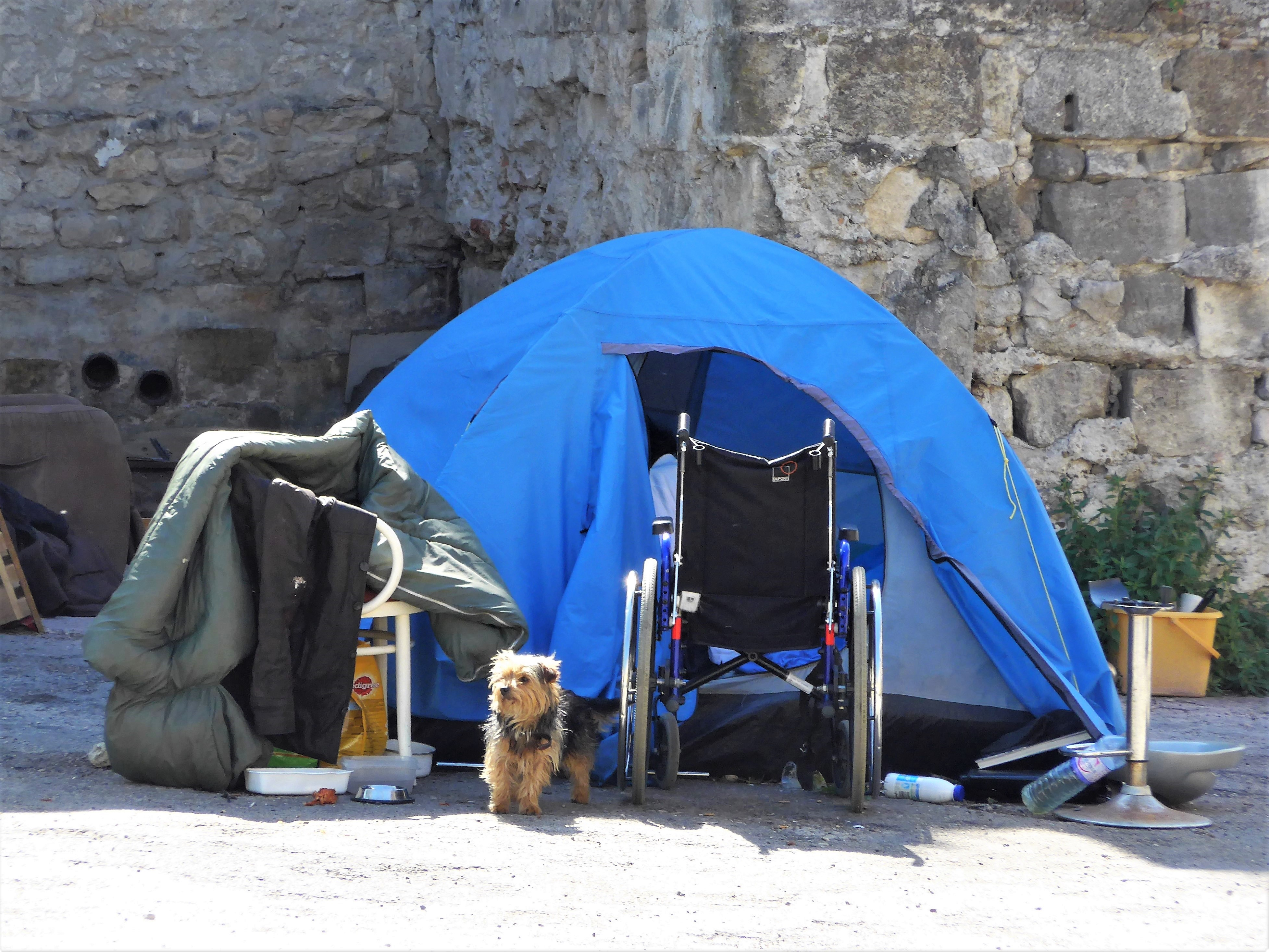
Habitat de fortune pour handicapé dans le sud de la France. Mai 2018.

Selon une compilation 2002-2008 de l'INSEE parue en janvier 2011, la France comptait dans la décennie 2000 environ 250 000 personnes privées de logement.
La France compte par ailleurs environ 100 000 personnes accueillies pour des durées longues dans des services d'hébergement social (66 000 personnes dans des établissements sociaux du type Centre d'hébergement et de réinsertion sociale (CHRS) ou dans un logement financé par l'allocation logement temporaire (34 000 personnes).
Outre ces personnes sans domicile, d'autres sont privées de logement personnel : en 2006, 38 000 personnes vivaient à l'hôtel (dont 20 % de moins de 20 ans) dans des conditions médiocres, souvent sans sanitaire ou cuisine. L'hébergement chez des tiers concernait 643 000 personnes en 2013. 
En 2012, l'INSEE comptabilise 142.500 personnes sans domicile fixe. En 2022, le nombre de sans domicile fixe est de 330 000 personnes, il est multiplié par deux en dix ans.

#### Mal-logés et mal-logement
En France, 3,6 millions de personnes sont soit privées de domicile personnel (895 000 personnes), soit vivent dans des conditions très difficiles (privation de confort ou surpeuplement) (2 880 000 personnes), soit sont en situation d’occupation précaire (hôtel, caravanes…) selon la Fondation Abbé-Pierre.

#### Âge
Les SDF à Paris ont une structure par âge assez différente du reste de la population parisienne, avec par exemple beaucoup moins de personnes âgées de plus de 60 ans . La répartition par âge des hommes et des femmes sans domicile fixe y est la suivante :
| Âge       | Homme | Femme |
| --------- | ----- | ----- |
| 16-30 ans | 22 %  | 48 %  |
| 31-51 ans | 57 %  | 45 %  |
| 51-64 ans | 19 %  | 6 %   |
| 65 +      | 2 %   | 1 %   |

#### Répartition en fonction du genre
En 2018, 87 % des personnes sans domicile fixe décédées sont des hommes, les femmes représentaient alors 9 % des décès (8 % entre 2008 et 2010), un genre inconnu concerne 4 % des cas.
En 2012, 62 % des personnes sans domicile étaient des hommes, 38 % des femmes. La même année, les femmes comptaient pour seulement 5 % des sans-abris en France (SDF en situation directe de rue, sans solution d'hébergement par les services sociaux). Dans la tranche d'âges 18 à 29 ans, les femmes sans domicile sont presque aussi nombreuses que les hommes : 48 %.
À Paris, en 2019, les SDF vivant dans le métro sont à 82 % des hommes.
En 2012, les hommes seuls étaient plus souvent sans abri que les femmes seules, de plus ils étaient plus fréquemment hébergés dans des centres exigeant leur absence en journée (20 %) que les femmes (6 %). Les femmes étaient plus fréquemment hébergées dans des logements associatifs (31 %) que les hommes (19 %).

#### Situation matrimoniale des SDF
57 % des SDF sont célibataires. 8 % sont mariés. Plus de 1 SDF sur 3 est divorcé ou veuf.

#### Situation professionnelle
28 % des hommes SDF ont déclaré avoir eu, avant la rue, une profession itinérante, les conduisant à se déplacer de ville en ville durant des années (ouvriers bâtiment, routiers, déménageurs, mariniers, représentants commerce, restauration, spectacle).
Environ 25 % des hommes SDF déclarent travailler, soit en contrat de travail à durée déterminée (CDD), intérim ou contrat emploi solidarité (CES) ou autre petit boulot. 17 % des concernés sont en contrat de travail à durée indéterminée (CDI).

#### Catégories socio-professionnelles des parents de SDF
1 SDF homme sur 5 ne peut préciser le métier de son père, soit qu'il ne l'ait pas connu, soit que les liens avec lui aient été rompus très tôt. Pour les 4 SDF hommes restants, 49 % ont un père ouvrier. Les moins de 34 ans ont plus souvent que leurs aînés un père artisan ou commerçant.

### Île-de-France
Selon l'ethnologue-psychanalyste Patrick Declerck (2002), il y a à Paris un noyau dur de 10 000 à 15 000 personnes qui vivent habituellement et de manière continue dans la rue (les clochards fortement désocialisés). Au-delà de cette population stable, on trouve un groupe plus instable ou moins durable et deux fois plus grand (20 000 à 30 000).
La moitié des personnes sans-abri en France vivent dans la région Île-de-France.
On évalue à plus de 300 le nombre de personnes passant la nuit dans le métro parisien.

### Morbidité
Les principales pathologies des sans-abri sont liées à la malnutrition et notamment aux carences en vitamine C et en calcium : anémie, hémorragies, troubles neurologiques ou cardio-vasculaires, fractures. Le manque de suivi médical empêche la prévention de maladies bien traitées comme le diabète ou l'hypertension. À ceci s'ajoute une forte consommation d'alcool et de tabac, entraînant des maladies cardiovasculaires, des cancers ORL et des cirrhoses.

## Décès

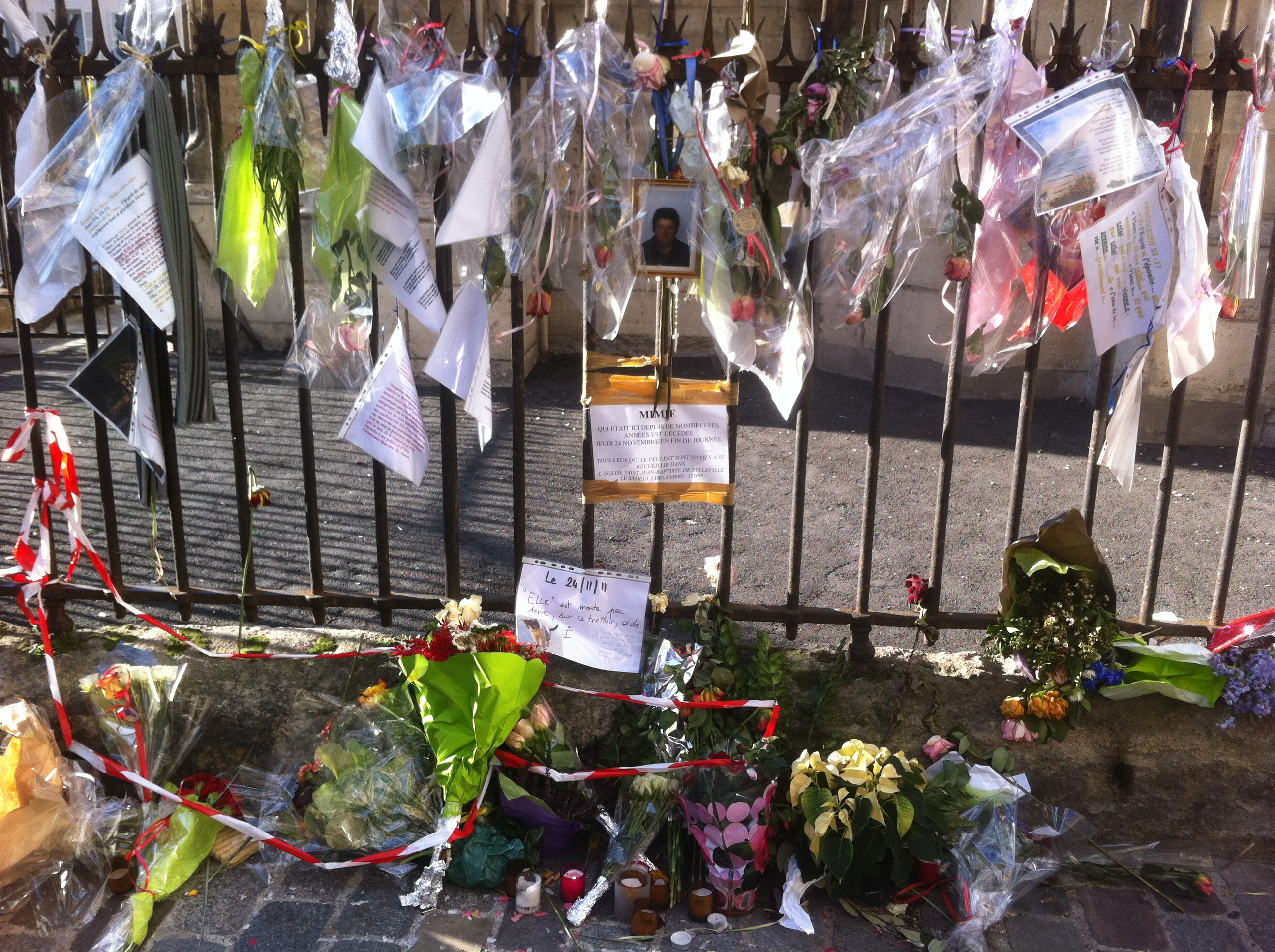
Hommage spontané des riverains à une femme SDF décédée. Paris XIXe arrondissement, novembre 2011.

### 2005
Le collectif Les Morts de la Rue, créé en 2002 et regroupant une quarantaine d'associations, a recensé 112 morts de février à octobre 2005. La variation saisonnière est peu importante, le froid a tué 5 personnes sur les 112. Ces personnes avaient en moyenne 49 ans, alors que l'espérance de vie est de 77 ans pour les hommes et de 84 ans pour les femmes, le plus jeune avait 31 ans et la moitié avaient moins de 50 ans. L'étude a également recensé 21 morts violentes : 8 assassinats, 7 morts dans des incendies et 6 chutes mortelles.

### 2006-2007
Le collectif Les Morts de la Rue a comptabilisé 145 décès de sans-abri de novembre 2006 à mars 2007, dont 91 en Île-de-France. La durée de vie moyenne de ces 145 morts a été de 49 ans (contre une moyenne nationale de 80 ans). Le collectif avait compté 122 « morts dans la rue » de novembre 2005 à mars 2006. Sur ces 122 décès en 2005-2006, seuls cinq d'entre eux étaient imputables au froid (hypothermie). Les principales causes de mort sont en effet la malnutrition, tandis que le manque de suivi médical empêche la prévention de maladies bien traitées comme le diabète ou l'hypertension. À ceci s'ajoute une forte consommation d'alcool et de tabac, entraînant des maladies cardio-vasculaires, des cancers ORL et des cirrhoses. La création de la CMU par le gouvernement Jospin visait entre autres à améliorer le suivi médical de ces patients, afin de traiter les pathologies dès leur apparition, à moindre coût, plutôt que lorsqu'elles deviennent trop graves.

### 2013
En 2014, le collectif Les Morts de la rue annonce avoir recensé au moins 454 SDF morts en 2013 en France,.
Selon les mêmes données, plus de 90 % sont des hommes ; quinze enfants (moyenne d'âge 4 ans) sont également décédés, 9 de causes accidentelles, 4 en conséquence de maladies résultant de grossesses non suivies, 1 d'une infection non soignée ; la moyenne d'âge des adultes décédés était de 53,4 ans en Île-de-France, 48,4 ans pour les autres régions métropolitaines ; la durée du séjour en rue, lorsqu'il était connu, était en moyenne de 10 ans.

### 2018
En 2018, 566 personnes sans domicile ont été recensées mortes dans la rue en France, chiffre en augmentation par rapport aux années précédentes. Le nombre total de victimes se situerait autour de 3 000.

### Espérance de vie
Dans un éditorial du Bulletin épidémiologique hebdomadaire, Martin Hirsch faisait remarquer que « l’espérance de vie des plus pauvres en France est plus proche de l’espérance de vie au Sierra Leone (34 ans), pays qui a l’une des espérances de vie les plus courtes au monde, que de l’espérance de vie de l’ensemble de la population française. Autrefois, la pauvreté tuait brutalement. Aujourd’hui, elle tue tout aussi sûrement, mais plus lentement ».
L'association les enfants de Don Quichotte évalue l'espérance de vie d'un SDF à 49 ans en 2006.

## Centres d’hébergement
En France en novembre 2006, le gouvernement annonce la création de 100 000 places en centres d’hébergement pour les sans-abri au titre du « plan hiver » (du 1er novembre 2006 au 31 mars 2007)[réf. souhaitée].

## Travailleurs pauvres
Les sans-abri ne sont pas nécessairement chômeurs, certains travaillent (parfois même pour la Mairie de Paris en tant que fonctionnaires titulaires). Selon l'étude de l'Insee de 2004 :
- trois sans-abri sur dix ont un emploi, en général précaire (contrat à durée déterminée, intérim) ; ce sont le coût du logement (en progression importante depuis 1995) et l'insuffisance des logements sociaux à prix très modérés qui les maintiennent à la rue ;
- quatre sans-abri sur dix sont inscrits à l'Agence nationale pour l'emploi.

L'étude de l'INSEE de 2012 indique qu'un quart des sans-domicile adultes francophones (usagers des services d’aide) occupaient un emploi et les deux cinquièmes étaient au chômage.

## Les dispositifs d'aide aux Sans-abris
- Le numéro d'urgence 115 et le SAMU social
- Les centres d'hébergement d'urgence (CHU)
- Les mises à l'abri, lieux de prises en charge par des associations, parfois réservées pour apporter une réponse à des problématiques urgentes et sensibles : par exemple, les mineurs isolés pour France Terre d'Asile[42] ou encore les femmes vulnérables, sans-abri et victimes de violences pour la mise à l'abri[43] du Secours Islamique France (SIF).
- Les centres d'hébergement et de réinsertion sociale (CHRS)
- Les maisons-relais ou pensions de famille
- L'intermédiation locative (dispositif « Louez solidaire » ou « Solibail »)[44]
- Les rencontres ou « maraudes » organisées par Aux captifs, la libération, par la Croix-Rouge, par les Restos du cœur, par l'Armée du Salut, par le Secours Islamique France[45] l'Ordre de Malte France et par diverses associations comme Macadam Café, Antigel, Une couverture pour l'hiver
- Les « bagageries », lieux de dépôt de bagages et affaires des sans-abri, comme la bagagerie d'Antigel ou la bagagerie des Halles.
- Les Centre d'Accueil de Jour, où ils bénéficient de tout le nécessaire pour rester propre (douches, machines à laver), de repas chauds, et de l'aide de travailleurs sociaux[46]. De nombreuses associations leur proposent de leur établir une domiciliation pour qu'ils puissent accéder à leurs droits fondamentaux (travailler, se soigner, etc)[47].
- Les organismes et associations distribuant ponctuellement des repas, comme Les Restaurants du cœur, ou, l'été, Août secours alimentaire en Île-de-France.

## Aide publique aux sans-abri
En 2009, 1,1 milliard d'euros a été consacré à l'hébergement d'urgence et à l'aide alimentaire aux sans-abri. En mai 2010, le secrétaire d'État au logement, Benoist Apparu, a annoncé l'octroi d'une enveloppe de 110 millions d'euros supplémentaires.

### Déclarations politiques

#### Gauche
Dans le cadre de la campagne présidentielle de 2002, le candidat et Premier ministre sortant Lionel Jospin promet, le 18 mars 2002, d'atteindre l'objectif de « zéro SDF d'ici à 2007 » s'il est élu ; son élimination dès le premier tour de l'élection compromettra toute confrontation de sa promesse à la réalité.
Dans le cadre de la campagne présidentielle de 2022, le candidat Jean-Luc Mélenchon promet la mise en place d'un plan « zéro sans-abri ».

#### Droite
Lors de la campagne présidentielle de 2007, le futur président Nicolas Sarkozy avait formulé les promesses suivantes : « Je veux si je suis élu président de la République que d'ici à deux ans plus personne ne soit obligé de dormir sur le trottoir et d'y mourir de froid. […] Le droit à l'hébergement, c'est une obligation humaine. Si on n'est plus choqué quand quelqu'un n'a plus un toit lorsqu'il fait froid et qu'il est obligé de dormir dehors, c'est tout l'équilibre de la société, où vous voulez que vos enfants vivent en paix, qui s'en trouvera remis en cause. » Deux ans plus tard, en 2009, 358 SDF sont morts.

### Insuffisance de l'aide et aggravation de la situation
Près de la moitié des SDF qui sollicitent un hébergement n'obtiennent pas de place. Selon le directeur général de la Fédération nationale des associations de réinsertion sociale (Fnars), la situation des sans-abri ne cesse de se dégrader, et de plus en plus de familles sont sans domicile.
Pourtant, un sans-abri « coûte » plus cher à la société s'il n'est pas secouru. En effet, le risque de maladie mentale pour les personnes sans-abri est beaucoup plus important, et augmente les dépenses de la société en hôpitaux ou en prisons.
L'ONU considère en 2019 la France « coupable de violations du droit au logement ». Pour la rapporteure spéciale de l’ONU sur le droit au logement : « La France est bien placée pour parvenir à remplir ses obligations en matière de droits de l’homme. C’est un pays riche, le sans-abrisme et le nombre de morts sans-abri ne sont pas acceptables, vu les ressources disponibles ».